# Чочієв Алан Славікович
Алан Славікович Чочієв (рос. Алан Славикович Чочиев, нар. 7 вересня 1991, Владикавказ) — російський футболіст, фланговий півзахисник казахстанського клубу «Шахтар» (Караганда).

## Клубна кар'єра
Народився 7 вересня 1991 року в місті Владикавказ. Вихованець футбольної школи клубу «Локомотив» (Москва), втім за першу команду так і не дебютував, виступаючи у 2011—2013 роках на правах оренди за нижчоліговий «Волгар» (Астрахань).
У грудні 2013 року як вільний агент покинув клуб і на початку наступного року став гравцем «Крил Рад» (Самара). Дебютував у російській Прем'єр-лізі 10 березня в грі з рідним «Локомотивом» (1:2), вийшовши на заміну на 72-й хвилині замість Режиналя Горо. Перший м'яч за самарський клуб забив 5 квітня на 87-й хвилині матчу проти ЦСКА (1:3). Всього Алан провів п'ять років у «Крилах Рад», але був стабільним основним гравцем лише під час виступів команди у ФНЛ в сезонах 2014/15 та 2017/18. У січні 2019 року він покинув «Крила Рад».
У лютому 2019 року підписав контракт з білоруським «Динамо» (Мінськ), де відразу став одним з основних гравців команди, втім вже у червні покинув мінський клуб і незабаром став гравцем калінінградської «Балтика» з ФНЛ.
У жовтні 2020 року він перейшов до іншого клубу російського другого дивізіону «Чайка» (Піщанокопське), з якої в травні 2021 року разом за тренером Магомедом Адієвим приєднався до казахстанського «Шахтаря» (Караганда). Станом на 21 липня 2021 року відіграв за команду з Караганди 10 матчів в національному чемпіонаті.

## Виступи за збірні
2010 року дебютував у складі юнацької збірної Росії (U-19), загалом на юнацькому рівні взяв участь у 5 іграх, відзначившись одним забитим голом.
2012 року залучався до складу молодіжної збірної Росії. На молодіжному рівні зіграв у 2 офіційних матчах.

## Дасягнення
- Переможець Першості ФНЛ: 2014/15